# زئير

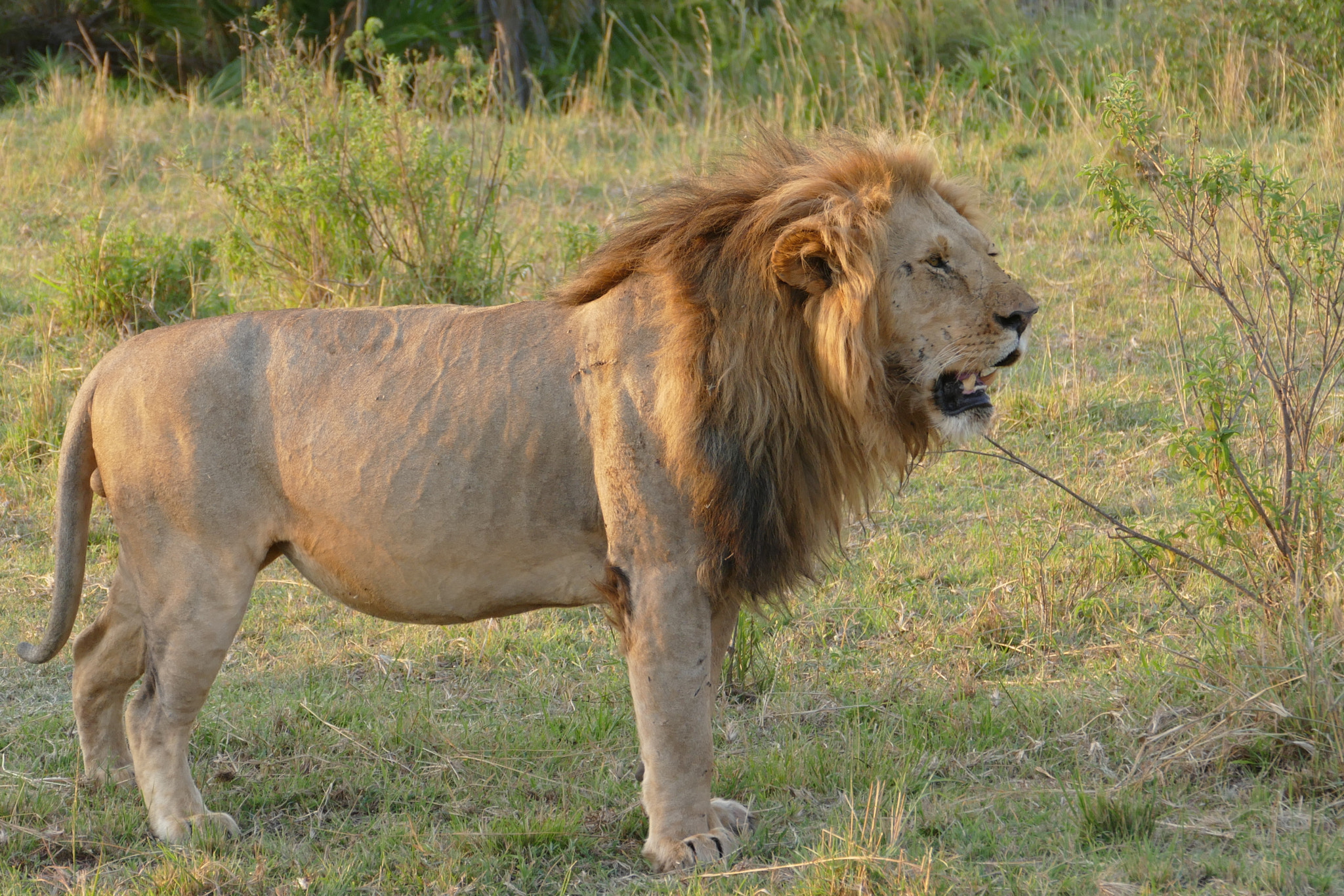
أسد

 الزئير  هو صوت السباع صوت أجش منخفض التردد عالي الطبقة يبعث الرهبة في قلوب الفرائس. لكن هو أشهر ما يكون صوت الأسد.